# Pollux (Berg)
Pollux, ital. Punta Polluce, ist ein Gipfel in den Walliser Alpen im Kanton Wallis an der Grenze zur italienischen Provinz Aosta. Mit einer Höhe von 4089 m ü. M. ist er der niedrigere der beiden Zwillinge und liegt nordwestlich des Castors. Die Zwillinge Castor und Pollux liegen zwischen dem Breithorn-Massiv und dem Liskamm. Sie werden durch das Zwillingsjoch (ital. Passo di Verra, 3846 m ü. M.) getrennt.
Der Name erinnert an einen der Dioskuren der griechischen Mythologie, Pollux.
Die Erstersteigung des Pollux erfolgte am 1. August 1864, dem (späteren) Nationalfeiertag der Schweiz, durch Jules Jacot mit den Bergführern Josef-Marie Perren und Peter Taugwalder (Vater).
Der Aufstieg zum Pollux-Gipfel ist nicht besonders lang (1–1,5 Stunden) aus dem Zwillingsjoch, aber durchaus anspruchsvoll (mehrere Kletterstellen II).
Unterhalb des Pollux beginnt der Schwärzegletscher, ein Seitengletscher des Gornergletschers; östlich des vom Gipfel ausgehenden Schalbetterflue-Berggrats zum Kleinen Pollux (3306 m) fliesst der Zwillingsgletscher zum Grenzgletscher.